# Claudio Stecchi

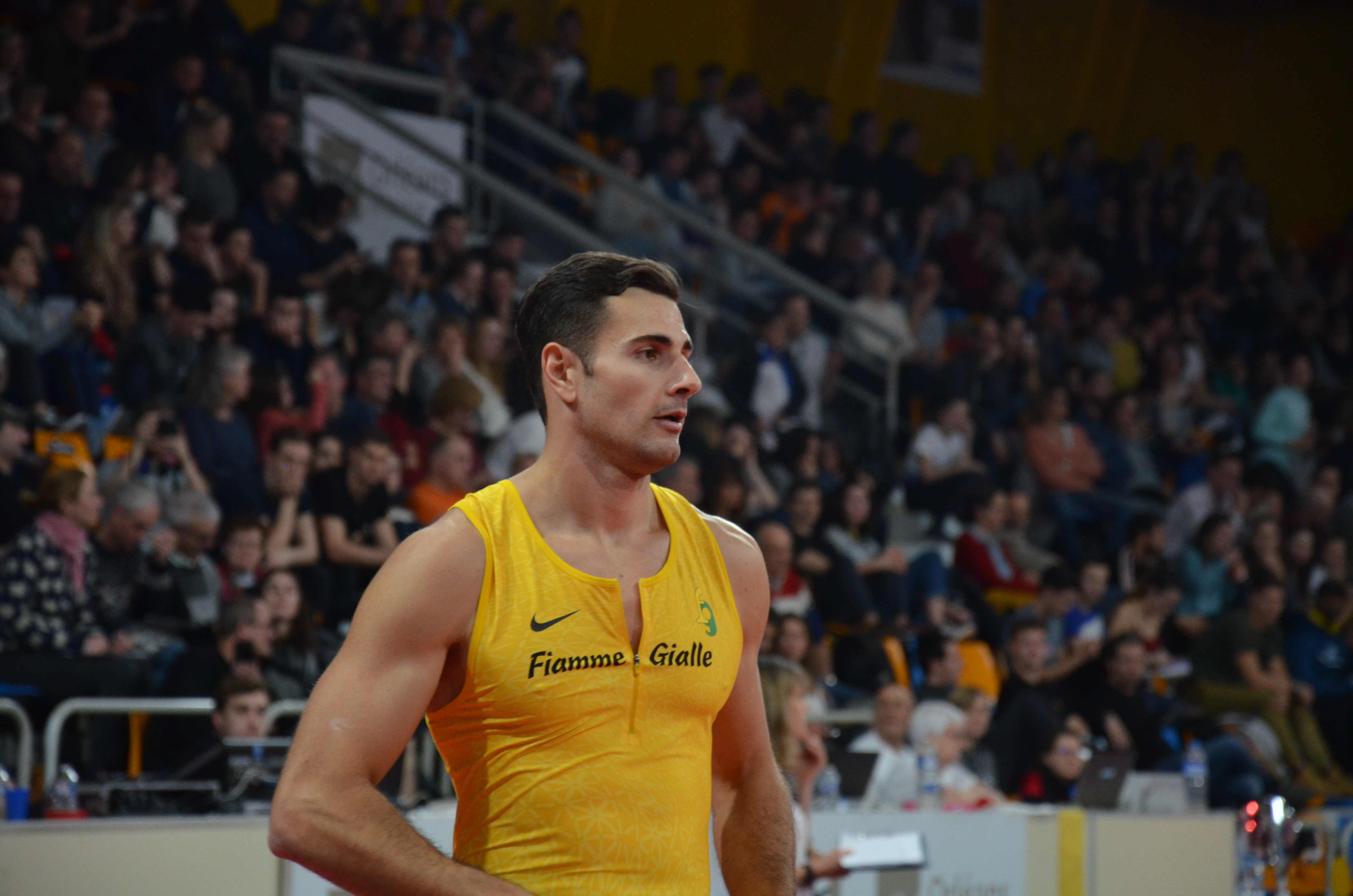
Claudio Stecchi, 2020

Claudio Michel Stecchi (* 23. November 1991 in Bagno a Ripoli) ist ein italienischer Stabhochspringer.
2010 gewann er Silber bei den Leichtathletik-Juniorenweltmeisterschaften in Moncton. Bei den Leichtathletik-Halleneuropameisterschaften 2011 in Paris schied er in der Qualifikation aus.
2012 wurde er bei den Leichtathletik-Europameisterschaften in Helsinki Achter. Bei den Leichtathletik-Weltmeisterschaften 2013 in Moskau kam er nicht über die erste Runde hinaus.
2012 und 2013 wurde er Italienischer Meister, 2012 und 2015 Italienischer Hallenmeister.
Sein Vater Gianni Stecchi war ebenfalls als Stabhochspringer erfolgreich.

## Persönliche Bestleistungen
- Stabhochsprung: 5,75 m, 28. September 2019, Doha
  - Halle: 5,80 m, 24. Februar 2019, Clermont-Ferrand